# Хлорид дифенилениодония
Дифенилениодония хлорид (англ. diphenyleneiodonium chloride, DPI) — ароматическое галоген-содержащее соединение. Является сильным обратимым ингибитором флавин-содержащих ферментов, таких как NO-синтазы и NADPH-оксидазы.